# 4985 Fitzsimmons
4985 Fitzsimmons је астероид чија средња удаљеност од Сунца износи 3,240 астрономских јединица (АЈ).
Апсолутна магнитуда астероида је 13,1.